# Любов Ненянг
Любов Ненянг (Любов Прокопівна Комарова) (1931-1996) — ненецька письменниця і поетеса.
Народилася в 1931 році. Навчалася в школі-інтернаті села Усть-Порт, а потім в Ігарському педагогічному училищі народів Півночі та в Ленінградському педагогічному інституті ім. О.І. Герцена. По закінченні останнього вона повернулася на Таймир, де викладала російську мову і літературу, працювала в редакції газети «Радянський Таймир» і була редактором ненецьких радіопередач на місцевому радіо.
Перші твори Ненянг опубліковані в газеті «Радянський Таймир» в 1962 році. Як правило вона писала під псевдонімами (Л. Сорокіна, Л Прокоп'єва, Л. Ямніна, Л. Аседа, Л. Сєвєрна, Л. Любіна, Л. Неней). У 1969 році її вірші надруковані у колективній збірці таймирських поетів «Перше сонце». У 1974 році Ненянг стала лауреатом премії Спілки журналістів СРСР за серію нарисів «Я читаю сліди». У 1982 році стала членом Спілки письменників СРСР. У 1980-90-ті роки в Красноярську видані її твори «Вогненний суд» (1981), «Що, через що, чому» (1984) «Співаю про Тундру» (1988), збірка віршів російською і ненецькою мовами «Веселка» (1989), збірник ненецького фольклору «Не тільки бабусині казки» (1992).